# Kalanchoe thyrsiflora
Espèce
Classification phylogénétique
Kalanchoe thyrsiflora, le Kalanchoé à fleurs en thyrse, est une espèce de plantes à fleurs de la famille des Crassulaceae, originaire d'Afrique du Sud.

## Description
Kalanchoe thyrsiflora est une plante succulente, vivace, produisant une tige de 60 cm à 1 m de hauteur, mourant après la floraison au bout de 3 à 4 ans (plante monocarpique). La tige, la hampe florale et les feuilles sont couvertes d'une poudre farineuse blanc argenté.
Elle forme une rosette basale de grandes feuilles arrondies, obovales-spatulées, à base cunée, sans pétiole, charnues, d'un vert grisâtre, avec des bords rouges, recouvertes d'une pruine d'un blanc poudreux. Il y a une certaine ressemblance avec Cotyledon orbiculata. Les feuilles supérieures sont très relevées, presque verticales. L'épicuticule est couverte d'une "cire" formée de triterpénoïdes pentacycliques dont le constituent majeur est la β-amyrénone.
De la rosette de feuilles, émerge une longue inflorescence terminale, dressée à 1 - 1,30 m. La hampe florale porte une grappe de cymes compactes (ou thyrse) de fleurs d'un vert cireux, de 15 mm de long. Les fleurs supérieures sont érigées, les autres sont horizontales ou pendantes. Les quatre sépales sont triangulaires. La corolle est en forme d'urne, terminée par quatre lobes étalés, jaunes. Les étamines, au nombre de 8, sont fixées en deux verticilles sur la corolle.
En Afrique du Sud, la floraison s'étend de février à juin. Elle peut persister longtemps jusqu'au dépérissement de la plante. La plante produit généralement quelques rejets avant de mourir. La pollinisation est assurée par les fourmis et les abeilles qui visitent les fleurs en milieu de journée.

## Distribution
Kalanchoe thyrsiflora est localement abondant du Cap-Oriental au Lowveld. Cette espèce préfère les zones rocheuses ensoleillées. Elle est commune dans le veld entre des rochers et peut supporter de fortes températures. On la trouve aussi au Lesotho.

## Usages
- Médecine traditionnelle :
  - au Lesotho, le kalanchoe à fleurs en thyrse est utilisé en cataplasme chaud contre le mal de dent[5]. Les racines bien cuites sont prescrites contre les nausées de la grossesse. Les Basotho s'en servent comme amulette, porte-bonheur[2].

- Horticulture :
  - K. thyrsiflora est cultivé dans les jardins en Afrique du Sud. Dans les régions tempérées, il se cultive en potée sous véranda et en extérieur, l'été, dans les rocailles. Il est de faible rusticité (4 °C). Il se multiplie par bouture ou semis.

## Photos

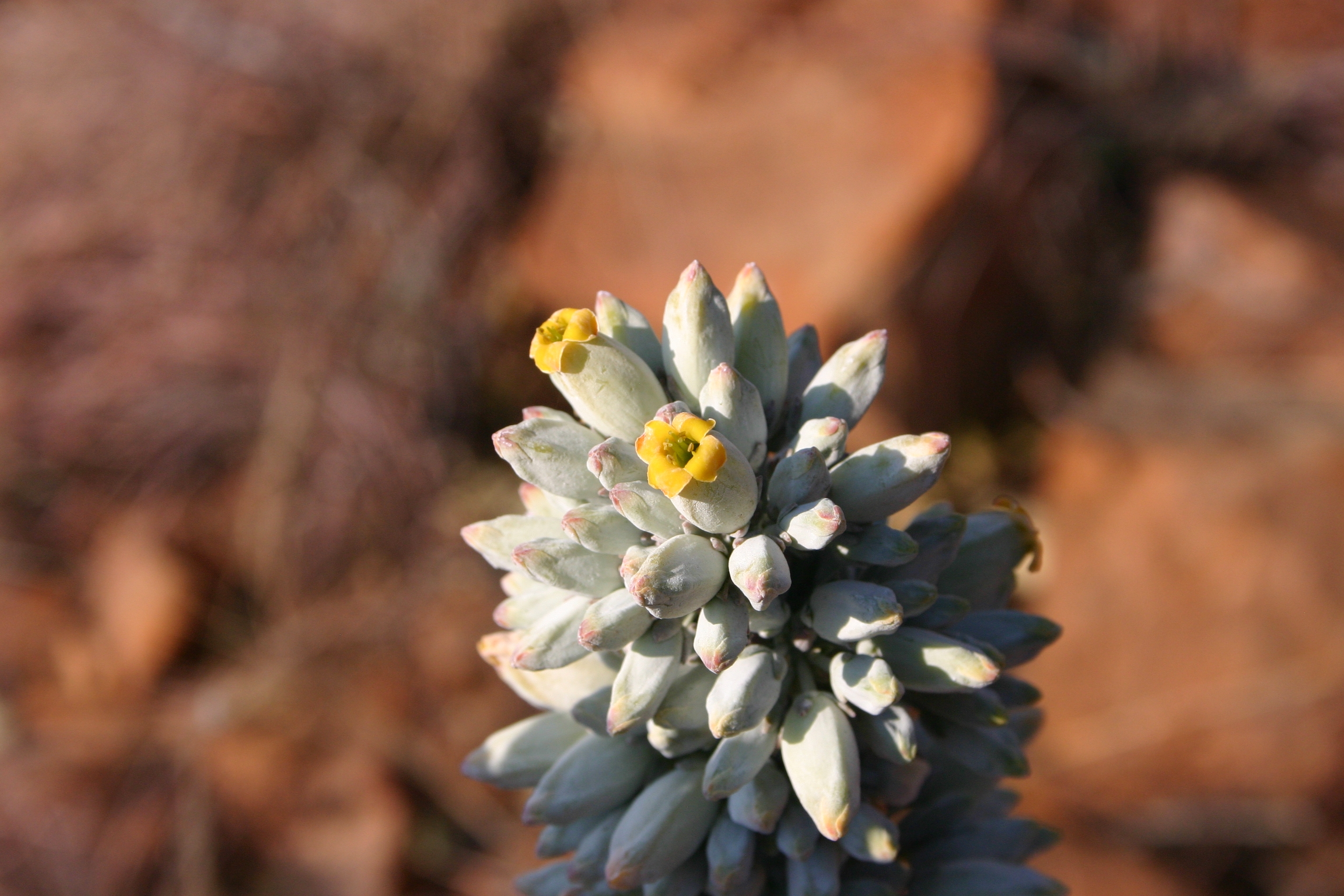
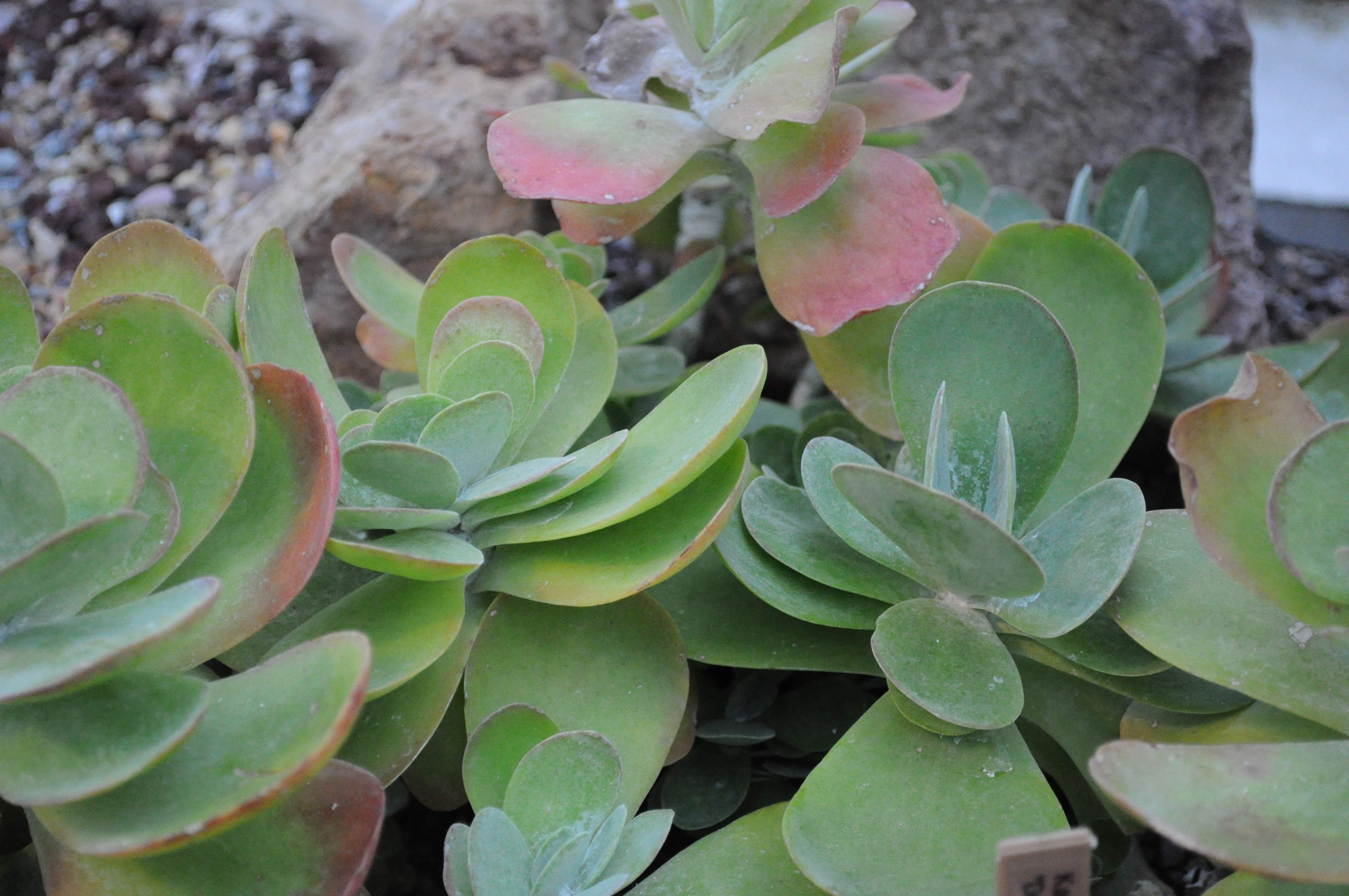
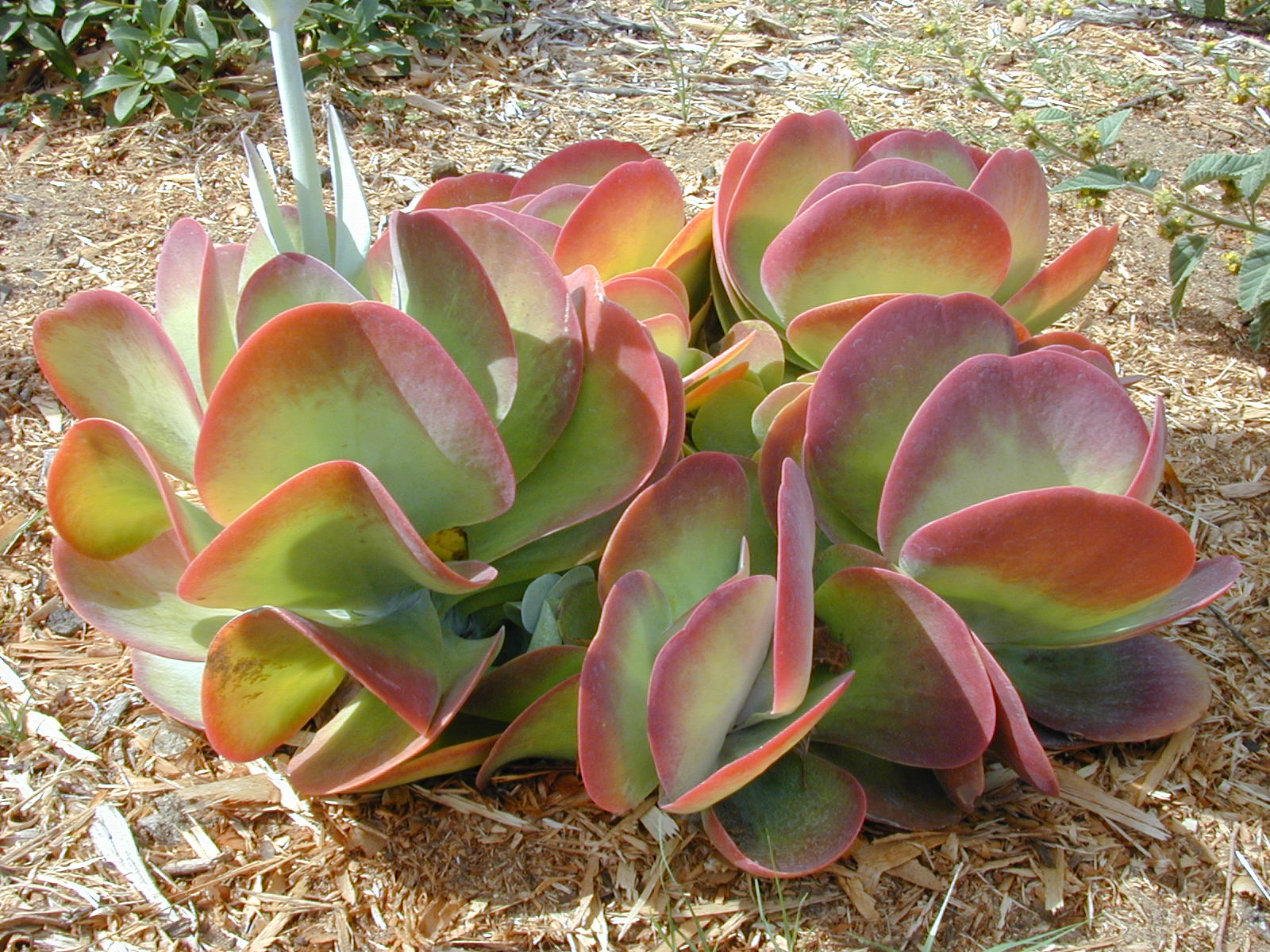
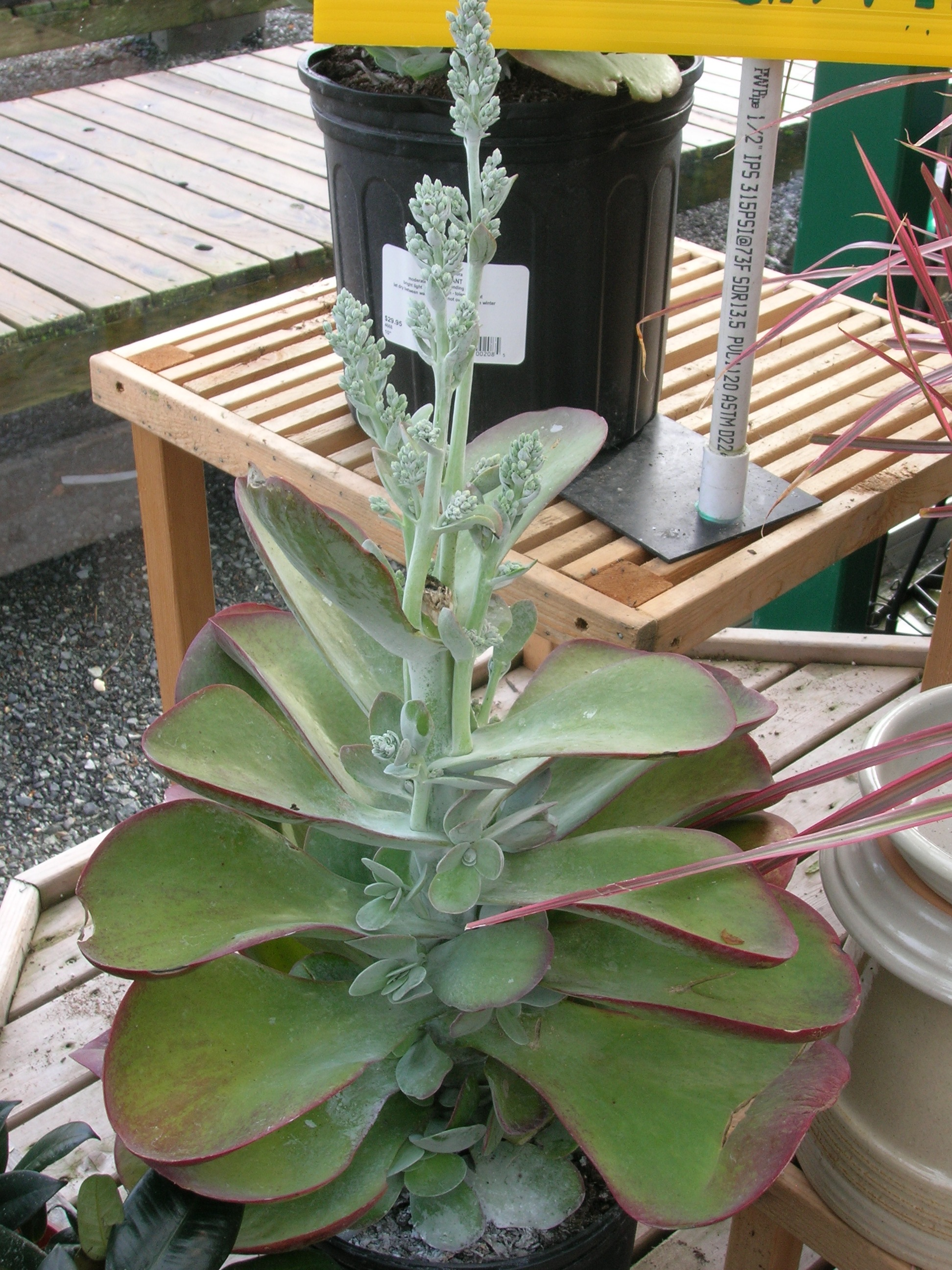